# Cuminum setifolium
Cuminum setifolium är en flockblommig växtart som beskrevs av Koso-pol. Cuminum setifolium ingår i släktet spiskumminsläktet, och familjen flockblommiga växter. Inga underarter finns listade i Catalogue of Life.